# Begonia micranthera
Espèce
Synonymes
- Begonia hieronymi Lindau[1]
- Begonia micranthera var. fimbriata L.B.Sm. & B.G.Schub.[1]

Begonia micranthera est une espèce de plantes de la famille des Begoniaceae. Ce bégonia est originaire d'Argentine. L'espèce fait partie de la section Eupetalum. Elle a été décrite en 1874 par August Heinrich Rudolf Grisebach (1814-1879). L'épithète spécifique micranthera signifie « à petites anthères ».

## Répartition géographique
Cette espèce est originaire des pays suivants : Argentine ; Bolivie.

## Liste des variétés
Selon Tropicos (20 février 2017) (Attention liste brute contenant possiblement des synonymes) :
- variété Begonia micranthera var. fimbriata L.B. Sm. & B.G. Schub.
- variété Begonia micranthera var. foliosa L.B. Sm. & B.G. Schub.
- variété Begonia micranthera var. hieronymi (Lindau) L.B. Sm. & B.G. Schub.
- variété Begonia micranthera var. micranthera
- variété Begonia micranthera var. nana L.B. Sm. & B.G. Schub.
- variété Begonia micranthera var. rhacophylla (Irmsch.) L.B. Sm. & Wassh.
- variété Begonia micranthera var. venturii L.B. Sm. & B.G. Schub.